# أ. جاي توماس
أ. جاي توماس (بالهندية: अ जे थोमस्؛ بالإنجليزية: A. J. Thomas) هو مترجم ومؤلف وشاعر هندي، ولد في 10 يونيو 1952.